# Estan Patera
Estan Patera est une patera (c'est-à-dire une caldeira volcanique), ou un cratère complexe avec bords ciselés, observée sur la lune de Jupiter, Io. Elle est d'environ 95 km de diamètre et est située à 21,61° N et 87,71° W. Elle est nommée d'après le dieu soleil Hittite, et son nom a été approuvé par l'Union astronomique internationale en 2006,
.
La patera Estan est située à la base nord de la chaîne de montagnes Gish Bar Mons. Skythia Mons est situé à l'ouest-nord-ouest d'Estan alors qu'au sud-ouest se trouve la chaîne de montagnes Monan Mons avec à ses extrémités nord et sud les pateras Monan Patera et Ah Peku Patera.